# Costa Coffee
Costa Coffee — британская кофейня, основанная в 1971 году.

## История

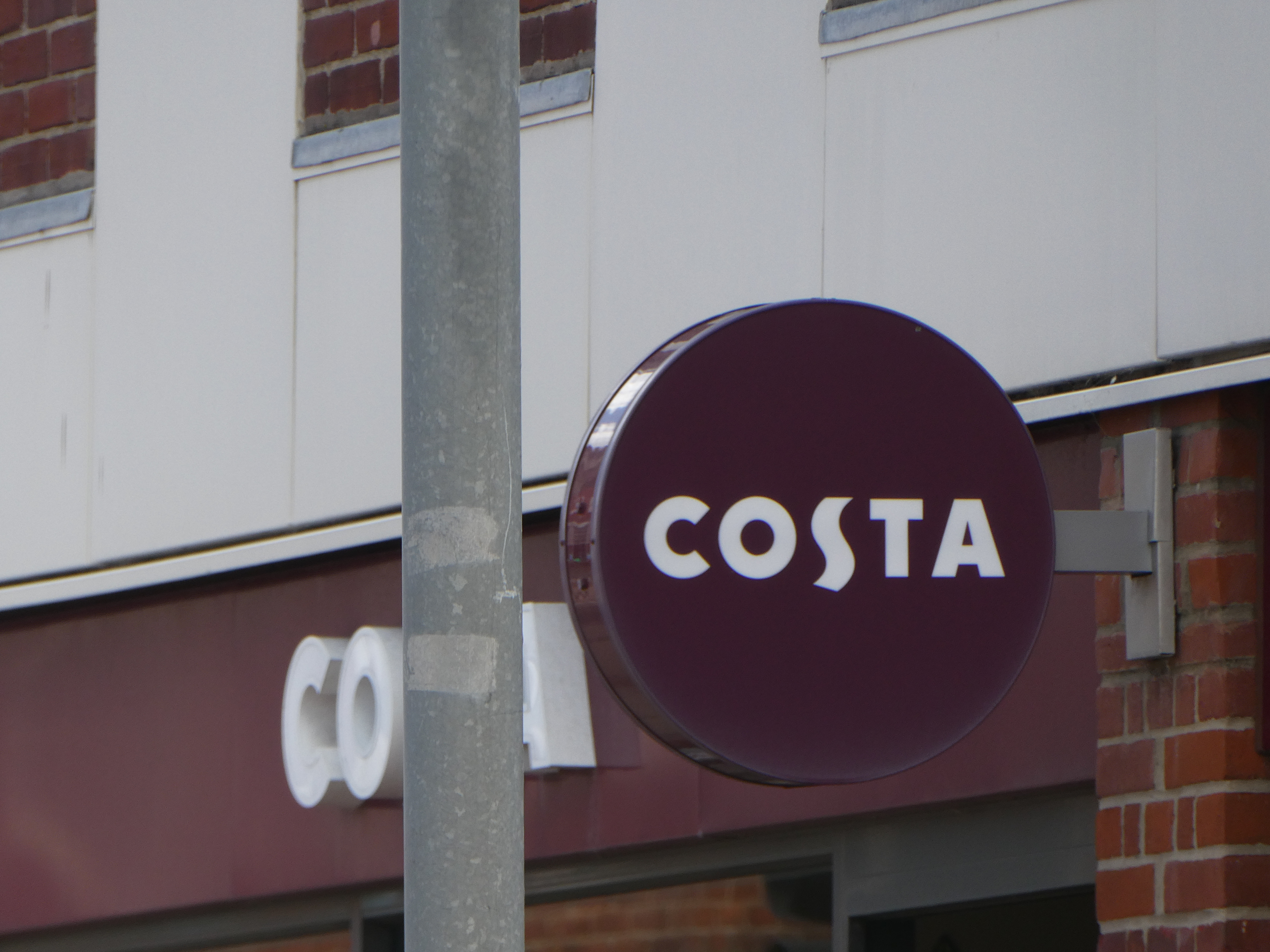
Логотип Costa в Кромере

Компания Costa Limited была основана в 1971 году в Лондоне. Позиционируется как оптовая компания, поставляющая обжаренный кофе поставщикам общественного питания и специализированным итальянским кофейням. Она была приобретена компанией Whitbread в 1995 году, а затем была продана материнской компании The Coca-Cola Company в январе 2019 года в рамках сделки стоимостью 4,9 миллиарда долларов. Всего было построено порядка 3401 магазин в 31 стране и начислено 18412 сотрудников. Бизнес насчитывает 2121 ресторан в Великобритании, более 6000 торговых точек Costa Express и ещё 1280 торговых точек за рубежом, в том числе 460 в Китае.
Costa — вторая по величине сеть кофеен в мире и крупнейшая в Великобритании. К 1995 году компания открыла 41 магазин в Соединённом королевстве.
В 2018 году на Whitbread было оказано давление со стороны двух своих крупнейших акционеров, группы активистов Elliott Advisors и хедж-фонда Sachem Head. Все они требовали продать или исключить Costa Coffee, поскольку теория заключалась в том, что отдельные предприятия стоили бы намного больше, чем одна компания в отдельности. 25 апреля 2018 года компания Whitbread объявила о своем намерении полностью вывести Costa из состава акционеров в течение двух лет. 3 января 2019 года материнская компания The Coca-Cola Company приобрела Costa Coffee за 4,9 миллиарда долларов.
В марте 2020 года все кофейни Великобритании были закрыты на неопределённый срок из-за пандемии COVID-19. В конце мая некоторые филиалы вновь открылись для приёма заказов на вынос или проездной. В 2022 году Costa Coffee прекратила вручение премии Costa Book Awards, которую Whitbread учредил в 1971 году. В конце июля 2022 года Джилл Макдональд ушла с поста генерального директора компании, а в апреле 2023 года её сменил Филипп Шайли.

## Продукция

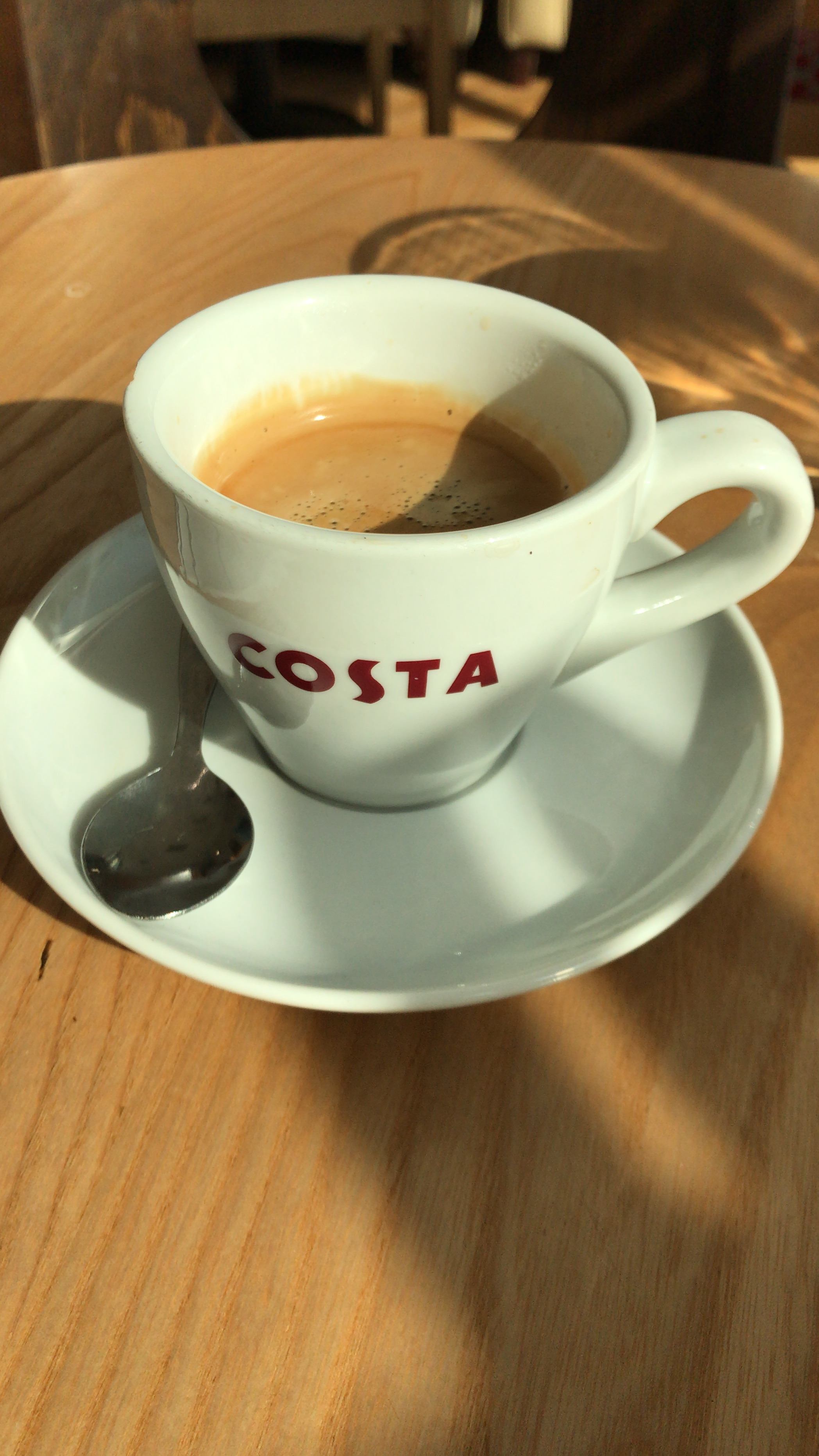
Эспрессо, который подают в больнице Королевы Елизаветы в Бирмингеме

В филиалах Costa продаются горячие и холодные напитки, сэндвичи, торты и пирожные с начинкой, а также закуски. В 2020 году бренд сотрудничал с тремя шоколадными брендами (Quality Street, After Eight и Terri’s) для выпуска рождественских напитков ограниченной серией.
В мае 2017 года Costa перевела свою обжарочную фабрику из Ламбета в Бэзилдон, графство Эссекс, инвестировав 38 миллионов фунтов стерлингов и увеличив годовую мощность по обжарке кофе с 11 000 до 45 000 тонн.
В Costa Coffee кофейным мастером работает Дженнаро Пелличча, который в 2009 году застраховал свой язык на 10 миллионов долларов в Lloyd’s of London.
В 2020 году компания Costa Coffee представила кофе в банках и кофе со льдом.

## Локации

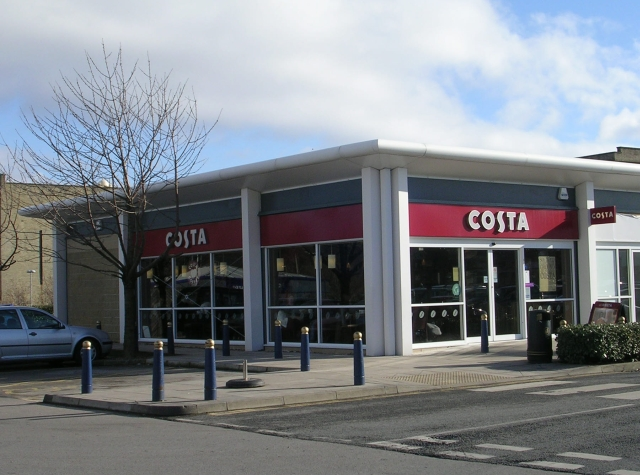
Филиал Costa Coffee в торговом парке Форстер-сквер, Брадфорд

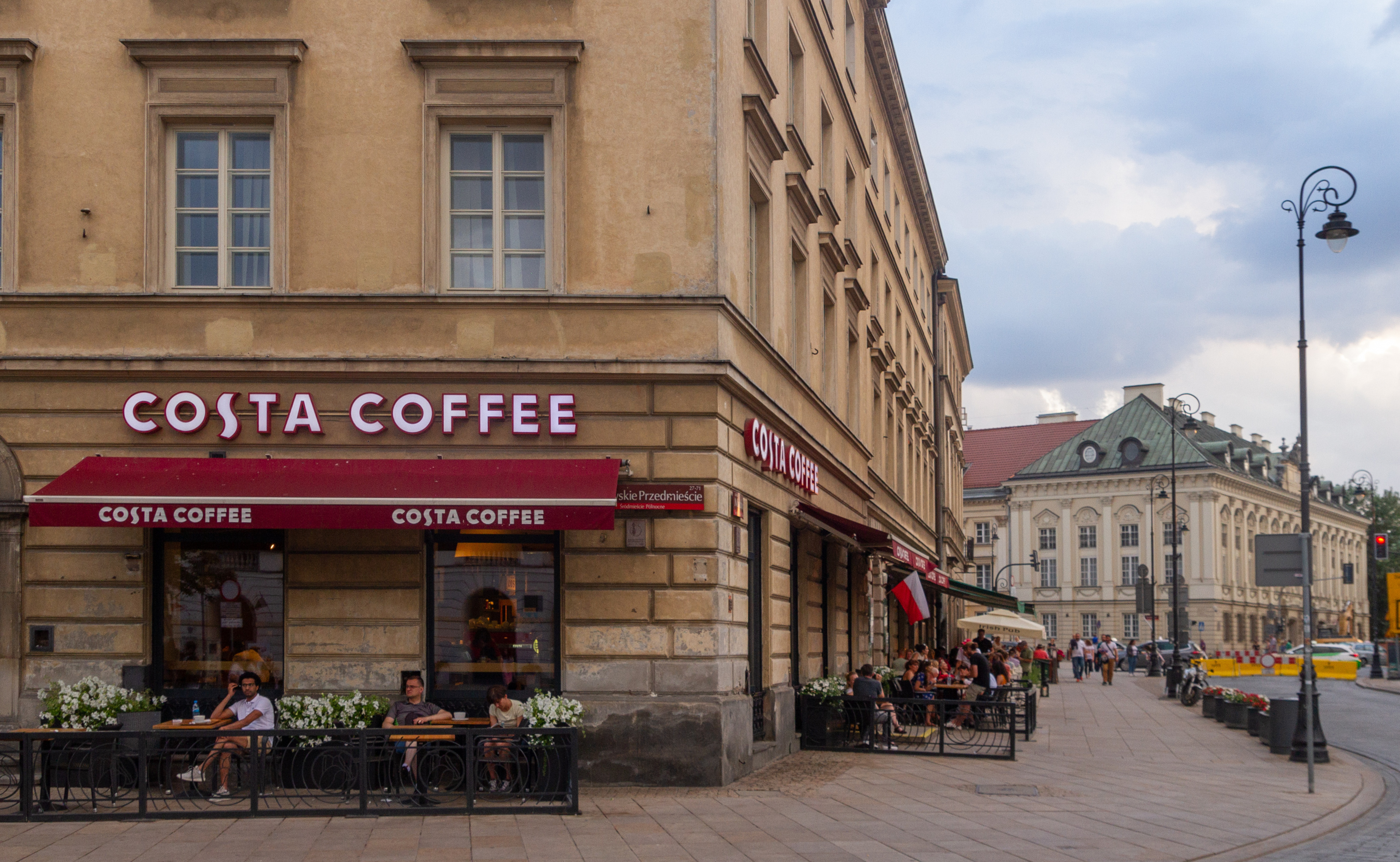
Costa Coffee в Варшаве, Польша

- Великобритания (2467)
- Китай (459)
- ОАЭ (150)
- Польша (147)
- Ирландия (57)
- Кувейт (95)
- Чешская республика (58)
- Индия (57)
- Саудовская Аравия (56)
- Египет (44)
- Россия (36)
- Испания (27)
- Кипр (24)
- Бахрейн (23)
- Оман (22)
- Болгария (21)
- Филиппины (16)
- Казахстан (12)
- Латвия (11)
- Мальта (11)
- Катар (7)
- Южная Африка (6)
- Португалия (5)
- Турция (5)
- Камбоджа (4)
- Иордан (4)
- Пакистан (4)
- США (4)
- Германия (3)
- Япония (3)
- Марокко (3)
- Венгрия (1)[5]
- Индонезия (1)
- Вьетнам (1)
- Греция (1)
- Мексика (1)
- Азербайджан (4)
- Узбекистан (1)
- Грузия (2)
- Норвегия (1)